# María del Mar Blanco
María del Mar «Marimar» Blanco Garrido (Ermua, 29 de marzo de 1974) es una política española del Partido Popular. Fue diputada en el Congreso por Madrid hasta 2019. En la actualidad es secretaria segunda del Senado de España en la XV legislatura, además de diputada en la Asamblea de Madrid, habiendo sido anteriormente diputada en el Parlamento Vasco.

## Biografía
Diplomada en Turismo. Diputada en el Parlamento Vasco (2009-2012). Miembro del Comité Ejecutivo Nacional del Partido Popular. Secretaria Sectorial PP-Madrid.  
Hermana de Miguel Ángel Blanco, concejal del Partido Popular asesinado por ETA en 1997, en la actualidad es la presidenta de la Fundación Miguel Ángel Blanco y miembro del comité ejecutivo nacional del PP. Fue diputada en el Parlamento Vasco entre 2009 y 2012.
Candidata en el número 9 de la lista del PP en las elecciones al Congreso de abril de 2019 por la circunscripción de Madrid, no resultó elegida diputada, al obtener la lista del PP siete escaños; no obstante, dos candidatos electos de la lista del PP en Madrid, Daniel Lacalle y Andrea Levy, renunciaron al acta antes del inicio de la legislatura.
En las elecciones generales de España de noviembre de 2019 fue cabeza de lista por el PP en la provincia de Álava, pero no resultó elegida.
Tras quedarse fuera del Congreso, fue asesora en el Ayuntamiento de Madrid hasta que concurrió en las listas de la presidenta de la Comunidad de Madrid Isabel Díaz Ayuso en las elecciones anticipadas de mayo de 2021.